# Śląskie Towarzystwo Rolnicze w Cieszynie
Śląskie Towarzystwo Rolnicze w Cieszynie – zrzeszenienie rolników zorganizowane celem podjęcia  prac nad rozwojem rolnictwa i innych pokrewnych gałęzi gospodarstwa rolnego oraz  poprawy  materialnych i moralnych stosunków w rolnictwie. Kolejnym celem było organizowanie zawodowe rolnika oraz wspieranie  prac nad rozwojem rolnictwa na Śląsku. Podstawową jednostką organizacyjną Towarzystwa było kółko rolnicze.  
Śląskie Towarzystwo Rolnicze powstało w 1920 r., zaś na siedzibę wybrano Cieszyn.  

## Początki Towarzystwa
Historia Towarzystwa swoimi korzeniami sięga Towarzystwa Rolniczego dla Księstwa Cieszyńskiego, które powstało jako  polskie towarzystwo rolnicze założone w 1868 r. w Cieszynie.  Terytorialnie Towarzystwo obejmowało trzy powiaty o przeważającej liczbie ludności polskiej: cieszyński, bielski i frysztacki. Na wsi podstawowymi ogniwami organizacyjnymi stały się kółka rolnicze. W 1900 r. liczba członków przekroczyła 2000 osób, by dziesięć lat później wzrosnąć do 3000 osób, skupionych w 85 kółkach rolniczych. W wyniku zmian terytorialnych po I wojnie światowej b. Księstwo Cieszyńskie zostało podzielone między Polskę I Czechosłowację. Spośród istniejących wówczas 118 kółek rolniczych, 64 znalazły się na terenie Polski oraz 54 w Czechosłowacji wraz z powiatem frysztackim. 

## Zakres działania Towarzystwa
Według statutu do zakresu działania Śląskiego Towarzystwa Rolniczego należała każda czynność, zmierzająca do osiągnięcia celów, określonego w ramach obowiązujących przepisów. W szczególności  zadaniem Towarzystwa było:
- odbywanie zgromadzeń w myśl przepisów statutu;
- pouczanie o wszelkich sprawach, dotyczących stanu rolniczego za pomocą odczytów, wykładów, pism zawodowych, książek, lustracji gospodarstw wzorowych i wycieczek zbiorowych;
- zakładanie szkół rolniczych męskich i żeńskich, kursów zimowych i księgozbiorów lub też wspieranie podjętych w tym kierunku starań władzy;
- zakładanie wzorowych gospodarstw, pól doświadczalnych, obór i chlewni zarodowych, prowadzenie ksiąg zarodowych dla  związków hodowlanych;
- urządzanie wycieczek rolniczych, wystaw płodów i wyrobów gospodarskich, zwierząt, maszyn i narzędzi rolniczych z wyszczególnieniem za postęp;
- zawiązywanie i utrzymywanie stosunków z innymi towarzystwami rolniczymi;
- zakładanie wspólnych składów płodów rolniczych, sklepów, rzeźni, piekarń,
- zakupywanie od członków płodów rolniczych i ich sprzedaży;
- sprowadzanie dla członków nasion, nawozów, soli, maszyn oraz narzędzi rolniczych;
- pośredniczenie w dostarczaniu taniego kredytu dla członków przez kasy systemu Raiffeisena lub podobnych i organizowanie kas zapomogowych;
- organizowanie towarzystw i związków ubezpieczeniowych wszelkiego rodzaju, zabezpieczających domostwa, dobytek, plony i życie, pośrednictwo w przedsiębiorstwach melioracyjnych członków i zakładanie spółek drenarskich;
- prowadzenie statystyki zbiorów płodów rolnych i żywego inwentarza;
- pośrednictwo w najmowaniu sług i robotników rolnych, regulowanie wzajemnych stosunków pracodawców i pracobiorców;
- popieranie władz w dążności do podniesienia produkcji rolniczej i hodowlanej, wykonywanie wszelkich zleceń władz do tego zdążających;
- zrzeszenie wszystkich rolników w swej organizacji zawodowej dla bronienia ich interesów;
- normowanie cen produktów rolniczych w stosunku do ich kosztów produkcji;
- pośredniczenie przy nabywaniu i sprzedawaniu ziemi, szczególni pochodzącej z parcelacji przymusowej.

## Członkowie Towarzystwa
Każdy członek miał  prawo:
- brać udział w zebraniach kółek z głosem stanowiącym;
- wybierać i być wybieranym w miarę przepisów  statutu;
- korzystać z księgozbiorów, pism i innych środków i urządzeń, jakimi Towarzystwo rozporządzało;
- za pośrednictwem zarządów kółek i zarządów powiatowych przedstawiać wnioski pod obrady zarządu głównego, rady ogólnej i walnego zebrania powiatowego;
- zawiązywać zrzeszenia albo związki dla pielęgnowania poszczególnych gałęzi gospodarstwa, jw tym: chowu bydła, pszczelnictwa, sadownictwa, ogrodnictwa;
- przedstawiać wydziałowi kółek osoby, pragnące wstąpić do Towarzystwa.

## Kółka rolnicze
Organizacyjnie Towarzystwa opierało się  na kółkach rolniczych. Członkiem kółka rolniczego mogła zostać osoba, która skończyła 18 lat.
W każdej miejscowości, w której  znajdowało się   przynajmniej 10 członków,  mogło powstać  kółko rolnicze w celu skuteczniejszej pracy nad osiągnięciem celów określonych statutem Towarzystwa.  

## Liczba członków kółek rolniczych
Według danych J. Borkowskiego i A. Gurnicza liczba kółek rolniczych i członków w wybranych powiatach przedstawiała się następująco:
| Powiat      | 1927                    | 1927            |
| Powiat      | Liczba kółek rolniczych | Liczba członków |
| Katowicki   | 14                      | 256             |
| Lubliniecki | 15                      | 252             |
| Pszczyński  | 65                      | 2620            |
| Rybnicki    | 35                      | 755             |
| Tarnogórski | 7                       | 113             |
| Razem       | 136                     | 3996            |

Na każde kółko rolnicze przypadało 22 członków. W 1930 r. liczba kółek w omawianych powiatach wzrosła do 205, a członków do 4826. Rok 1938 zamknął się zarejestrowaniem  234 kółek i 7556 członków. Oznaczało to objęcie siecią kółkową 75% gmin i ponad 60% rolników. 